# Symphonie no 6 de Hartmann
Pour les articles homonymes, voir Symphonie no 6.
La Symphonie no 6 est une symphonie de Karl Amadeus Hartmann. Composée en 1951 à 1953, elle fut créée le 24 avril 1953 par Eugen Jochum à Munich. Elle est en deux mouvements et s'inspire d'une symphonie de jeunesse l'Œuvre d'après Émile Zola composée en 1938.

## Analyse de l'œuvre
1. Adagio: le tempo suit une structure en arche, accelerando progressif suivi d'un deccelerando progressif.
2. Toccata variata - Presto - Allegro assai: Le mouvement est composé de trois fugues.

- Durée d'exécution: vingt cinq minutes